# 中国驻利比亚大使馆
中华人民共和国驻利比亚国大使馆（阿拉伯语：سفارة جمهورية الصين الشعبية لدى الدولة الليبية），简称中国驻利比亚大使馆，是中华人民共和国驻利比亚的外交代表机构。

## 历史沿革
1978年，中利两国建交。次年，中国政府在利比亚首都的黎波里设置驻利比亚大使馆，并派驻大使。2014年，利比亚国内局势恶化，中国驻利比亚大使馆从利比亚撤出，以留守组的形式常驻突尼斯首都突尼斯市。